# Chroococcus limneticus

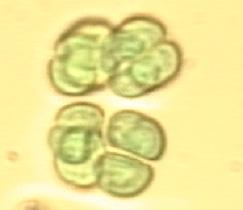
Chroococcus limneticus

Chroococcus limneticus (Syn.: Limnococcus limneticus (Lemmermann) Komárková, Jezberová, Komárek & Zapomělová, 2010) ist eine Art der Cyanobakterien oder „Blaualgen“. Die auch Teich-Kugelblaualge genannte Art ist sowohl im limnischen wie auch im marinen Bereich planktisch verbreitet. Eine ähnliche Art ist die Kugelblaualge, Chroococcus turgidus.

## Merkmale
Chroococcus limneticus bildet freischwimmende, eiförmige oder unregelmäßig geformte Kolonien aus bis zu 40, meist aber weniger Zellen. Diese liegen in einer farblosen Gallerthülle in Gruppen von 2 bis 4 Zellen beieinander. Die roten oder blaugrünen, fast halbkugelförmigen Zellen sind sechs bis 12, gelegentlich bis 20 µm groß und besitzen keine Gasvakuolen.

## Belege
- Heinz Streble, Dieter Krauter: Das Leben im Wassertropfen. Mikroflora und Mikrofauna des Süßwassers. Ein Bestimmungsbuch. 10. Auflage. Kosmos, Stuttgart 2006, ISBN 3-440-10807-4.
- D. M. John, Brian A. Whitton, Alan J. Brook: The freshwater algal flora of the British Isles: an identification guide to freshwater and terrestrial algae, Band 1. Cambridge University Press (England) 2002.